# Nongstoin
Nongstoin är en ort i Indien.   Den ligger i distriktet West Khasi Hills och delstaten Meghalaya, i den östra delen av landet, 1 400 km öster om huvudstaden New Delhi. Nongstoin ligger 1 321 meter över havet och antalet invånare är 25 758.
Terrängen runt Nongstoin är kuperad västerut, men österut är den platt. Runt Nongstoin är det ganska tätbefolkat, med 83 invånare per kvadratkilometer. Det finns inga andra samhällen i närheten. I omgivningarna runt Nongstoin växer huvudsakligen savannskog.